# 3-as busz (Mezőberény)
A mezőberényi 3-as jelzésű autóbusz egy helyi járat, ami a Szénáskert utca megállóhely és a Vasútállomás között közlekedik. A viszonylatot a Volánbusz üzemelteti.

## Megállóhelyei
| 3 (Szénáskert utca ◄► Dózsa György utca ► Liget utca ◄► Vasútállomás) | 3 (Szénáskert utca ◄► Dózsa György utca ► Liget utca ◄► Vasútállomás) | 3 (Szénáskert utca ◄► Dózsa György utca ► Liget utca ◄► Vasútállomás) | 3 (Szénáskert utca ◄► Dózsa György utca ► Liget utca ◄► Vasútállomás) | 3 (Szénáskert utca ◄► Dózsa György utca ► Liget utca ◄► Vasútállomás) | 3 (Szénáskert utca ◄► Dózsa György utca ► Liget utca ◄► Vasútállomás) | 3 (Szénáskert utca ◄► Dózsa György utca ► Liget utca ◄► Vasútállomás) | 3 (Szénáskert utca ◄► Dózsa György utca ► Liget utca ◄► Vasútállomás) |
| Sorszám (↓)                                                           | Megállóhely                                                           | Perc (↓)                                                              | Perc (↓)                                                              | Kilométer (↓)                                                         | Kilométer (↓)                                                         | Átszállási kapcsolatok                                                |                                                                       |
| --------------------------------------------------------------------- | --------------------------------------------------------------------- | --------------------------------------------------------------------- | --------------------------------------------------------------------- | --------------------------------------------------------------------- | --------------------------------------------------------------------- | --------------------------------------------------------------------- | --------------------------------------------------------------------- |
| A Liget utcától induló nem érinti.                                    |                                                                       |                                                                       |                                                                       |                                                                       |                                                                       |                                                                       |                                                                       |
| 0                                                                     | Szénáskert utca végállomás                                            | 0                                                                     | –                                                                     | 0.0 km                                                                | –                                                                     | 1, 2                                                                  |                                                                       |
| 1                                                                     | Bartók Béla utca                                                      | 2                                                                     | –                                                                     | 0.8 km                                                                | –                                                                     | 2                                                                     |                                                                       |
| 2                                                                     | Köröstarcsai utca                                                     | 4                                                                     | –                                                                     | 1.3 km                                                                | –                                                                     | 2 1346, 1441 4801, 4805, 4812, 4813, 4816                             |                                                                       |
| 3                                                                     | Dózsa György utca                                                     | 6                                                                     | –                                                                     | 1.9 km                                                                | –                                                                     | –                                                                     |                                                                       |
| 4                                                                     | Köröstarcsai utca                                                     | 8                                                                     | –                                                                     | 2.5 km                                                                | –                                                                     | 2 1346, 1441 4801, 4805, 4812, 4813, 4816                             |                                                                       |
| 5                                                                     | Kinizsi Pál utca                                                      | 10                                                                    | –                                                                     | 3.3 km                                                                | –                                                                     | 2                                                                     |                                                                       |
| 6                                                                     | Zrínyi Miklós sugárút                                                 | 11                                                                    | –                                                                     | 3.7 km                                                                | –                                                                     | 2                                                                     |                                                                       |
| 7                                                                     | Gyomai utca                                                           | 13                                                                    | –                                                                     | 4.3 km                                                                | –                                                                     | 2                                                                     |                                                                       |
| 8                                                                     | Deák Ferenc utca                                                      | 14                                                                    | –                                                                     | 4.6 km                                                                | –                                                                     | 2                                                                     |                                                                       |
| 9                                                                     | Orvosi rendelő                                                        | 15                                                                    | –                                                                     | 4.9 km                                                                | –                                                                     | 2                                                                     |                                                                       |
| 10                                                                    | Luther tér                                                            | 17                                                                    | –                                                                     | 5.8 km                                                                | –                                                                     | 1                                                                     |                                                                       |
| 11                                                                    | Liget utca vonalközi végállomás                                       | 18                                                                    | 0                                                                     | 6.2 km                                                                | 0.0 km                                                                | 1, 2 1346, 1374, 1441 4801, 4805, 4812, 4813, 4815                    |                                                                       |
| 12                                                                    | Petőfi utca                                                           | 20                                                                    | 2                                                                     | 7.1 km                                                                | 0.9 km                                                                | 1, 2 4812, 4813, 4815                                                 |                                                                       |
| 13                                                                    | Magyar bolt                                                           | 22                                                                    | 4                                                                     | 7.7 km                                                                | 1.5 km                                                                | 1, 2                                                                  |                                                                       |
| 14                                                                    | Vasút utca                                                            | 24                                                                    | 6                                                                     | 8.1 km                                                                | 1.9 km                                                                | 1, 2                                                                  |                                                                       |
| 15                                                                    | Vasútállomás végállomás                                               | 25                                                                    | 7                                                                     | 8.6 km                                                                | 2.4 km                                                                | 1, 2 4801 Mezőberény vá. (120. sz.)                                   |                                                                       |